# 平成26年台風第13号
平成26年台風第13号（へいせい26ねんたいふうだい13ごう）もしくはハリケーン・ジェヌヴィーヴ（Hurricane Genevieve）は、2014年（平成26年）7月25日にハリケーンとして発生し、8月7日15時に180度経線を越えて気象庁の予報区域に入った越境台風である。

## 概要

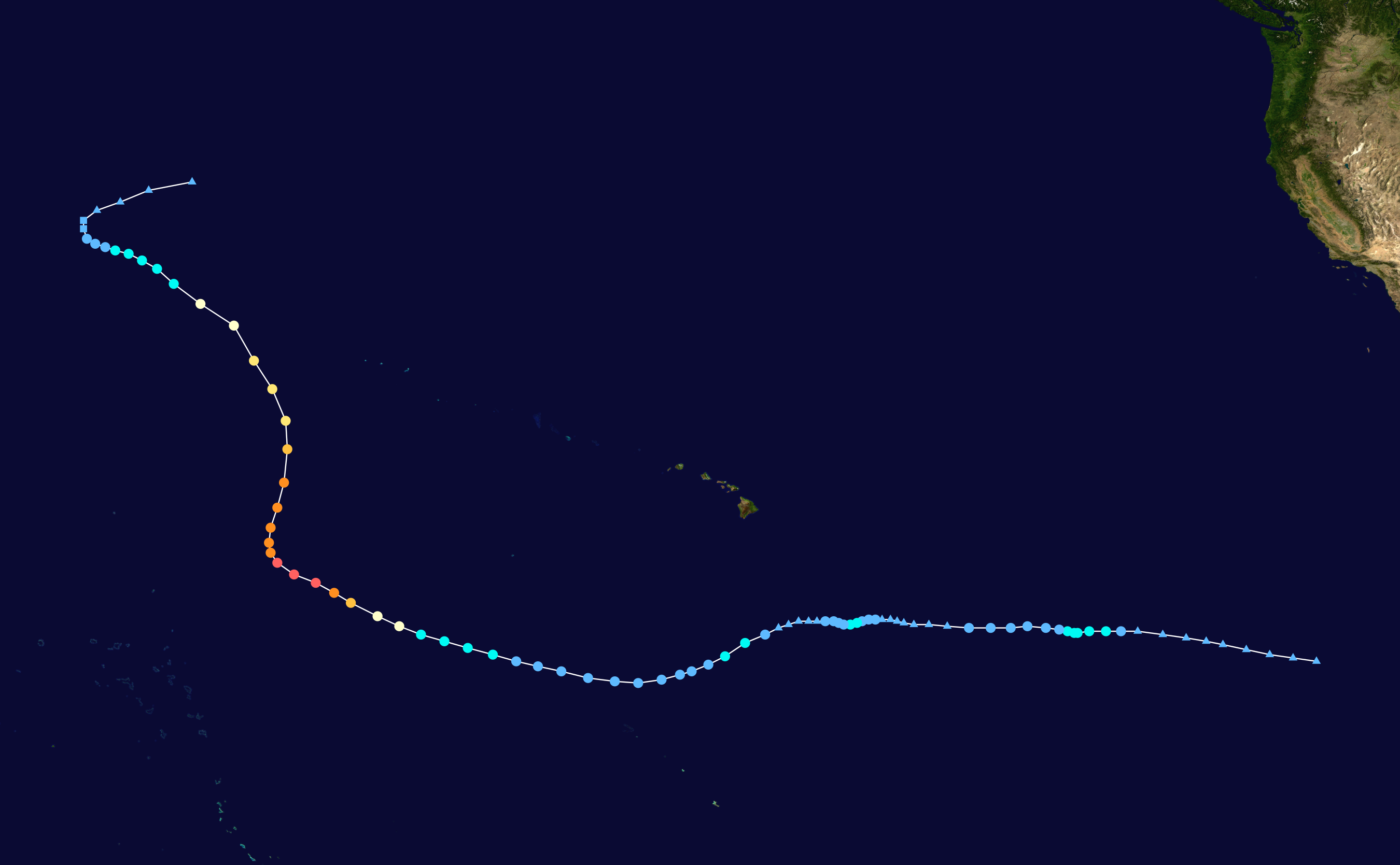
進路図

7月20日に東太平洋で確認された熱帯撹乱が次第に発達して7月25日にハリケーンになり、ジェヌヴィーヴ（Genevieve）と名づけられた。27日には弱体化して再び熱帯低気圧に戻ったが、次第に勢力を回復し、8月2日に再びハリケーンへと成長して太平洋上を西進。途中で勢力を弱めたものの日付変更線に近づくに連れて急速に勢力を回復し、8月7日15時（協定世界時7日6時）にミッドウェー島近海で180度経線（日付変更線）を越えて気象庁の予報区域に入ったため台風第13号として観測対象になった。7日15時時点で中心気圧950ヘクトパスカル、中心付近の最大風速50メートル、最大瞬間風速70メートルの勢力を維持している。
8日には更に発達し、8日15時時点で中心気圧915ヘクトパスカル、中心付近の最大風速55メートル、最大瞬間風速80メートルとなった。
JTWCも、目の大きさが14 mi (23 km)に達したことから、この台風をスーパー台風と認めた。6時間後、マイクロ波による観測で目の壁の直径が69 mi (111 km)となったことが確認されたため、JTWCはこの台風がカテゴリー5にまで発達したことを認めた。
180度経線を越える「越境台風」は2～3年に1個程度存在するが、通常は太平洋北中部（180度～西経140度）が発生地であり、太平洋北東部（西経140度以東）を発生地とするものは珍しい。また、越境後に勢力のピークを迎えるのも珍しく、8月8日時点での中心気圧915hPaは、東経170度から180度の地域で過去最強とされている。12日15時頃、太平洋の北緯 35度・東経166度で熱帯低気圧に変わった。